# Ptolemeusz (imię)
Ptolemeusz, Ptolomeusz – imię męskie pochodzenia greckiego (stgr. Πτολεμαῖος), później zlatynizowane. Pierwotnie pochodzi od stgr. πόλεμος („wojna”), a przymiotnik Πτολεμαῖος oznaczał „wojowniczy”.
Ptolemeusz, Ptolomeusz imieniny obchodzi 20 grudnia, jako wspomnienie św. Ptolomeusza, męczennika aleksandryjskiego.
Odnotowano pięciu świętych katolickich o tym imieniu.

## Znane osoby noszące imięPtolemeusz

### Święci chrześcijańscy
- Ptolomeusz, męczennik aleksandryjski
- Ptolomeusz z Nepi, biskup i męczennik z III wieku, wspominany ze św. Romanem 24 sierpnia[1]
- Ptolomeusz, męczennik rzymski wspominany ze św. Lucjuszem 19 października (wcześniej 23 sierpnia)[1]
- Ptolomeusz, męczennik z Antinoe, wspominany 7 grudnia[1]
- Ptolomeusz, męczennik egipski, wspominany ze św. Julianem 16 stycznia[1]

### Władcy
- Ptolemeusz I Soter, założyciel dynastii Ptolemeuszy
- Ptolemeusz II Filadelfos
- Ptolemeusz III Euergetes
- Ptolemeusz IV Filopator
- Ptolemeusz V Epifanes
- Ptolemeusz VI Filometor
- Ptolemeusz VII Neos Filopator
- Ptolemeusz VIII Euergetes II Fyskon
- Ptolemeusz IX Soter II Lathyros
- Ptolemeusz X Aleksander I
- Ptolemeusz XI Aleksander II
- Ptolemeusz XII Neos Dionizos
- Ptolemeusz XIII
- Ptolemeusz XIV
- Ptolemeusz XV Cezarion
- Ptolemeusz Keraunos, król Macedonii i Tracji
- Ptolemeusz z Aloros, regent Macedonii
- Ptolemeusz Nios, król Macedonii
- Ptolemeusz z Cypru, władca Cypru
- Ptolemeusz, król Kommageny
- Ptolemeusz z Mauretanii, król Mauretanii

### Inne osoby
- Klaudiusz Ptolemeusz, aleksandryjski geograf i matematyk